# Климов, Василий Игоревич
Васи́лий И́горевич Кли́мов (укр. Василь Ігорович Клімов; род. 26 июня 1986, Кременчуг, Полтавская область) — украинский футболист, полузащитник.

## Биография
Воспитанник кременчугского ДЮСШ «Атлант», тренер — Сергей Мурадян. Летом 2003 года попал в днепропетровский «Днепр-2», клуб выступал во Второй лиге. После выступал за дубль «Днепра» в молодёжном первенстве. За дубль сыграл 47 матчей и забил 7 мячей. Также провёл 1 матч за основу «Днепра» в поединке Кубка Украины 21 сентября 2005 года против «Равы» (0:2), Климов вышел на 73 минуте вместо Сергея Мотуза. В июле 2006 года перешёл в полтавскую «Ворсклу». В Высшей лиге дебютировал 2 сентября 2007 года в домашнем матче против днепропетровского «Днепра» (2:1), Климов вышел на 68 минуте вместо Адриана Пуканыча. Также в сезоне 2007/08 провёл 3 матча в Кубке Украины. В основном Василий Климов играл в дубле, где часто исполнял пенальти. Всего за дубль за два года провёл 46 матчей и забил 9 голов.
Летом 2008 года перешёл в родной кременчугский «Кремень» в статусе свободного агента. В сезоне 2008/09 стал основным игроком команды во Второй лиге, сыграв 29 матчей и забив 8 голов. После первой половины сезона 2009/10 Климов стал лучшим бомбардиром группы «А» во Второй лиге, забив 13 голов.

## Личная жизнь
Не женат. Любимый футбольный клуб — «Рома».